# Ugo Rosin
Ugo Rosin (Piazzola sul Brenta, 20 ottobre 1933) è un ex calciatore italiano, di ruolo portiere.
Anche suo figlio Mauro ha militato come portiere in Serie A con le maglie di Sampdoria e Foggia.

## Carriera
Ha esordito in Serie A con la maglia della Sampdoria il 15 gennaio 1956 in Fiorentina-Sampdoria (0-0). Con i blucerchiati ha disputato sette campionati di massima serie, fino al 1962.
Ha giocato in massima serie anche con la maglia del Palermo, e in Serie B col Genoa. Nella stagione 1965-1966 ha conquistato la promozione in Serie B nelle file del Savona.
In carriera ha collezionato complessivamente 103 partite in Serie A e 12 in Serie B.

## Palmarès

### Club

#### Competizioni regionali
- Promozione: 1

Arona: 1969-1970